# Alexandros Alexandris
Alexios "Alekos" Alexandris (n. Kiato; 21 de octubre de 1968) es un futbolista griego  juega como delantero en el OFI Creta y también fue galardonado por ser el jugador más longevo en jugar.

## Trayectoria
Alekos Alexandris comenzó su carrera donde nació y se crio, en el histórico PELOPAS de Kiato, un equipo griego. En 1986 jugó para el Veroia, en 1991 para el AEK, en tres campeonatos griegos.
Donde más duró la estancia de Alexandris fue en el Olympiacos. También pasó varios años en el AEK Atenas.

## Selección nacional
Alexandris hizo 42 apariciones y anotó 10 goles para la selección de fútbol de Grecia, haciendo su debut el 27 de marzo de 1991. Participó en la copa mundial de fútbol de 1994 en Boston, Estados Unidos.

### Participaciones en Copas del Mundo
| Mundial                        | Sede           | Resultado    |
| ------------------------------ | -------------- | ------------ |
| Copa Mundial de Fútbol de 1994 | Estados Unidos | Primera fase |

## Clubes
| Club                   | País   | Año       | Partidos | Goles |
| ---------------------- | ------ | --------- | -------- | ----- |
| Veria FC               | Grecia | 1986–1991 | 104      | 36    |
| AEK Atenas F.C.        | Grecia | 1991–1994 | 89       | 49    |
| Olympiacos Fútbol Club | Grecia | 1994–2004 | 242      | 127   |
| AE Larisa              | Grecia | 2004      | 9        | 2     |
| Kallithea F.C.         | Grecia | 2005      | 13       | 4     |
| OFI Creta              | Grecia | 2005–2020 | 17       | 15    |

## Palmarés

### Campeonatos nacionales
| Título               | Club       | País   | Año  |
| -------------------- | ---------- | ------ | ---- |
| Super Liga de Grecia | AEK Atenas | Grecia | 1992 |
| Super Liga de Grecia | AEK Atenas | Grecia | 1993 |
| Super Liga de Grecia | AEK Atenas | Grecia | 1994 |
| Super Liga de Grecia | Olympiacos | Grecia | 1997 |
| Super Liga de Grecia | Olympiacos | Grecia | 1998 |
| Copa de Grecia       | Olympiacos | Grecia | 1999 |
| Super Liga de Grecia | Olympiacos | Grecia | 1999 |
| Super Liga de Grecia | Olympiacos | Grecia | 2000 |
| Super Liga de Grecia | Olympiacos | Grecia | 2001 |
| Super Liga de Grecia | Olympiacos | Grecia | 2002 |
| Super Liga de Grecia | Olympiacos | Grecia | 2003 |

### Distinciones individuales
| Distinción                   | Año  |
| ---------------------------- | ---- |
| Máximo goleador de Grecia    | 1994 |
| Máximo goleador de Grecia    | 1997 |
| Futbolista del año en Grecia | 2001 |
| Máximo goleador de Grecia    | 2001 |
| Máximo goleador de Grecia    | 2002 |